# Дерессе Меконнен
Дерессе Меконнен Цигу (амх. ደረሠ መኮንነን, англ. Deresse Mekonnen Tsigu; нар. 20 жовтня 1987) — ефіопський легкоатлет, який спеціалізувався на бігу на середні дистанції.

## Спортивні досягнення
Учасник олімпійських змагань з бігу на 1500 метрів (2008) — зупинився півфінальній стадії змагань.
Срібний призер чемпіонату світу з бігу на 1500 метрів (2009).
Дворазовий чемпіон світу в приміщенні з бігу на 1500 метрів (2008, 2010).
Фіналіст (4-е місце) чемпіонату Африки з бігу на 1500 метрів (2008).
Фіналіст (5-е місце) Африканських ігор з бігу на 1500 метрів (2007).
Чемпіон Ефіопії з бігу на 1500 метрів (2007).